# Грб општине Жагубица
Грб општиине има три нивоа: основни, средњи и велики грб.
Блазон основног грба гласи: Штит оперважен златном, раздељен двема дијагоналним златним гредама у облику ћириличног слова Х,образујући 4 поља, у врху црвене боје, лево и десно плаве боје и у основи сребрне боје, са два сребрна крста у левом и десном пољу и три таласасте греде плаве боје у доњем пољу.
Блазон Средњег грба гласи: Основни грб надвишен сребрном бедемском круном са три видљива мерлона. Испод грба исписано је на плавој траци белом бојом име општине.
Блазон Великог грба гласи: Основни грб надвишен сребрном бедемском круном са три видљива мерлона. Леви и десни чувар штита је бели пропети вук, окренут главом од штита. Између чувара и штита о тло су ослоњена златом окована копља са којих се у поље вију златно ресама оперважене заставе и то: десно народна застава Републике Србије, а лево застава општине Жагубица (раздељен у двема дијагоналним златним гредама у облику ћириличног слова Х, образујући 4 поља, у врху црвене боје, лево и десно плаве боје и доле сребрне боје оперважен златном). Испод грба исписано је на плавој траци белим словима име општине.